# Kenneth Grahame
Kenneth Grahame fou un escriptor escocès que va néixer a Edimburg el 8 de març de 1859 i va morir a Pangbourne, al comtat de Berkshire, el 6 de juliol de 1932.
Quan va quedar orfe de mare, Grahame va anar a viure amb la seva àvia a Berkshire, on després situaria l'acció dels seus llibres The Golden Age (1895) i Dream Days (1898), el qual inclou la narració The Reluctant Dragon (publicada originàriament en català amb el títol de Sant Jordi i el drac gandul). Va fer estudis a Oxford, però no va poder entrar-hi de professor i va treballar al Banc d'Anglaterra, del qual va arribar a ser secretari, fins a la seva jubilació el 1907.
Es va relacionar amb Alfred Tennyson, Robert Browning, John Ruskin i William Morris i va adquirir un gran renom com a narrador infantil, arran sobretot de la seva novel·la El vent entre els salzes (1908), un clàssic de la literatura infantil escrit en un principi com un seguit de xerrades adreçades al seu fill, que era igual de tossut que el senyor Gripau (Toad of Toad Hall), un dels protagonistes de la novel·la. L'il·lustrador més cèlebre d'aquesta obra fou Ernest Howard Shepard.
El 1967, el grup britànic Pink Floyd es va inspirar en aquesta novel·la per fer el seu disc The Piper at the Gates of Dawn.